# Rasmus Myrgren
Rasmus Myrgren, né le 25 novembre 1978 à Lindome en Suède, est marin suédois. Il a remporté la médaille de bronze lors des Jeux olympiques d'été de 2012 à Londres dans l'épreuve du laser.

## Palmarès
- Troisième des championnats du monde 2006 à Jeju ( Corée du Sud)
- Médaillé de bronze aux Jeux olympiques de Londres 2012 ( Royaume-Uni)